# Шкалин, Виталий Никифорович
Вита́лий Ники́форович Шка́лин (1 января 1951, д. Ономучаш, Сернурский район, Марийская АССР) — марийский советский и российский журналист, писатель, член Союза писателей России с 2006 года, член Союза журналистов СССР. Главный редактор марийского сатирического журнала «Пачемыш» («Оса») (с 1988 года), издатель и главный редактор всероссийской газеты «Всё для вас» в Республике Марий Эл (с 1992 года). Заслуженный работник культуры Российской Федерации (1999). Награждён Почётным знаком Союза журналистов РФ «За заслуги перед профессиональным сообществом» (2006).

## Биография
Родился 1 января 1951 года в д. Ономучаш ныне Сернурского района Марий Эл в семье служащих. Окончил Сернурскую школу-интернат, среднюю школу в родном районе. В 1966 году поступил в Марийский радиомеханический техникум, не окончил его, поступил в Казанский государственный университет, который окончил в 1978 году. В 1991 году окончил Российский социально-политический институт.
В 1977—1979 годах работал слесарем-сантехником, сотрудником многотиражной газеты Казанского оптико-механического завода. С 1979 года — сотрудник сатирического журнала «Пачемыш» («Оса»), с 1988 года — главный редактор. Основатель фирмы «Пачемыш-Оса». С 1992 года — издатель и главный редактор всероссийской газеты «Всё для вас» в Республике Марий Эл.
В настоящее время живёт и работает в г. Йошкар-Оле.

## Литературная и журналистская деятельность
Писать начал в 1970-е годы с фельетонов и юмористических рассказов, появлявшихся на страницах сатирических журналов СССР. Тогда его творчество высоко оценил известный писатель-сатирик А. Арканов. В 1989 году Марийское книжное издательство выпустило в свет его первую книгу «Босиком по паркету».
Автор и составитель книг «Босиком по паркету», «Перейдём на «ты», «Зеркало для двоих», «Рекомендательные анекдоты для семейного чтения», «Смешные анекдоты для семейного чтения» и других.
Получил особую известность как инициатор и один из организаторов проведения с 1995 года в Козьмодемьянске ежегодного фестиваля сатиры и юмора «Бендериада». Главную роль Остапа Бендера в фестивале по традиции играет заслуженный артист России, актёр Академического русского театра драмы им. Г. Константинова Ю. Синьковский.
С 2006 года является членом Союза писателей России.

## Основные произведения
Далее приведены основные произведения В. Шкалина:
- Перейдем на «ты»: диалоги, размышления. — Йошкар-Ола, 1989. — 132 с.
- Босиком по паркету: юморист, рассказы. — Йошкар-Ола, 1991. — 240 с.
- Зеркало для двоих: 33 рассказа под шёпот дождя. —  Казань, 2001. — 304 с.; М., 2001. — 296 с.
- Про лягушку Ксюшу: рассказ // Русское слово Марий Эл. — Йошкар-Ола, 2004. — С. 266—270.

## Звания и награды
- Заслуженный работник культуры Российской Федерации (1999)[2]
- Заслуженный журналист Республики Марий Эл (1993)[2]
- Медаль «За преобразование Нечерноземья РСФСР» (1986)[2]
- Почётный знак Союза журналистов РФ «За заслуги перед профессиональным сообществом» (2006)[2]
- Почётная грамота Правительства Республики Марий Эл (2000)[2]
- Почётная грамота Государственного Собрания Республики Марий Эл (2004)[2]
- Почётная грамота Министерства культуры, печати и по делам национальностей Республики Марий Эл (2006)[2]